# Zbigniew Scholtz
Zbigniew Antoni Scholtz (ur. 31 stycznia 1917 w Wadowicach, zm. 30 czerwca 1990 w Coventry) – polski działacz emigracyjny, minister Rządu RP na uchodźstwie.

## Życiorys
Kształcił się w Kołomyi i w II Państwowym Gimnazjum im. Marszałka Józefa Piłsudskiego w Stanisławowie. Przed II wojną światową studiował prawo na Uniwersytecie Jana Kazimierza we Lwowie. Jesienią 1939 przedostał się do Francji i od października 1939 służył tam w Wojsku Polskim, m.in. w 6 Kresowym Pułku Strzelców Pieszych. Po zakończeniu Kampanii francuskiej został internowany w Szwajcarii. Uciekł z obozu internowania, przedostał się do Francji, gdzie walczył w szeregach ruchu oporu. Następnie służył w 2 Korpusie Polskim. Od 1946 mieszkał w Wielkiej Brytanii. Ukończył studia na Uniwersytecie w Londynie. Przez wiele lat był wykładowcą Henley College w Coventry.
Na emigracji zaangażowany w życie społeczne i polityczne Polonii. Był działaczem Niezależnej Grupy Społecznej, w latach 1963-1972 był członkiem Rady Jedności Narodowej. Od 1973 należał do odłączonej od NGS grupy pod nazwą Klub Kombatancko-Społeczny. Z ramienia Klubu zasiadał w V Radzie Narodowej RP (1973-1977). Został wybrany w powszechnych wyborach do VI Rady Narodowej RP (1977-1983) i wstąpił w Radzie do tzw. Klubu Społecznego, grupującego radnych z wyborów. W latach 80. należał do Polskiej Partii Socjalistycznej, z jej ramienia był członkiem VII (1983-1989) i VIII (1989-1991) Rady Narodowej RP. Równocześnie działał w lokalnej społeczności polskiej w Leamington, m.in. w latach 1971-1990 był prezesem Polskiego Ośrodka tamże.
Był ministrem bez teki w pierwszym rządzie Alfreda Urbańskiego, ministrem sprawiedliwości w drugim rządzie Kazimierza Sabbata (1978-1979), ministrem oświaty i kultury w trzecim rządzie Kazimierza Sabbata (1979-1983), ministrem spraw emigracji w czwartym rządzie Kazimierza Sabbata (1984-1986), pierwszym (1986-1989) i drugim rządzie Edwarda Szczepanika (1989-do śmierci w 1990).
W 1974 został przez Prezydenta RP na Uchodźstwie odznaczony Krzyżem Kawalerskim, a w 1989 Krzyżem Komandorskim z Gwiazdą Orderu Odrodzenia Polski.
Zmarł 30 czerwca 1990 w szpitalu w Coventry, a 11 lipca 1990 został pochowany w Leamington Spa (sq 82-179B), gdzie zamieszkiwał.

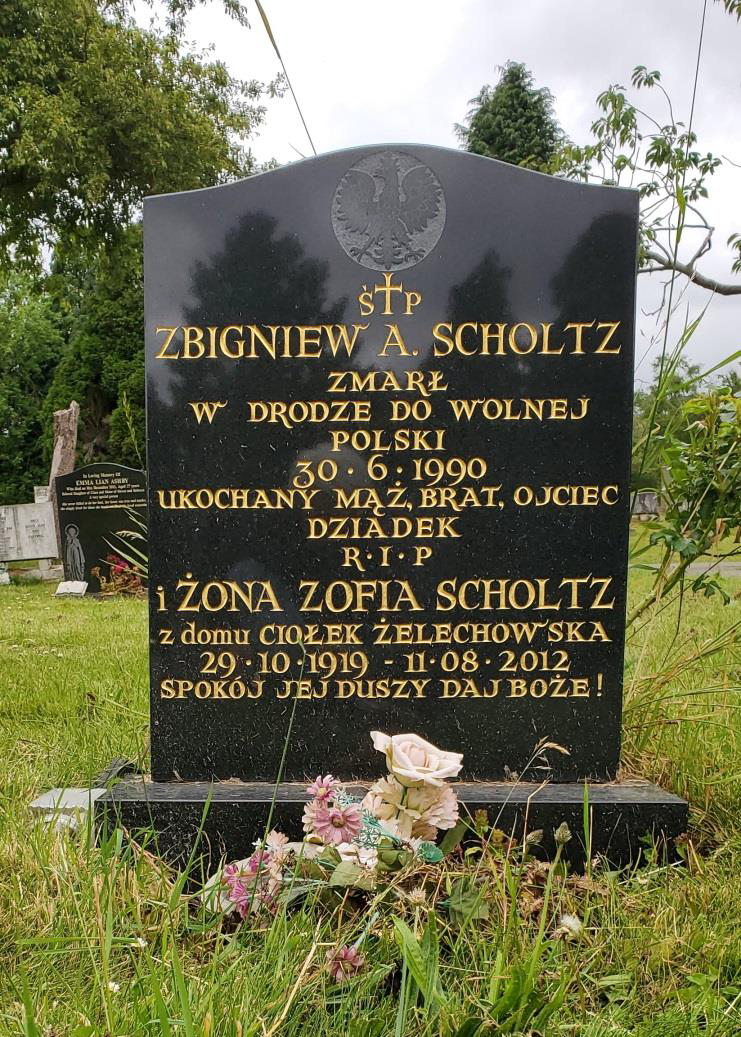
Grób Zbigniewa Scholtza

## Ordery i odznaczenia
- Krzyż Komandorski Orderu Odrodzenia Polski[7]
- Krzyż Kawalerski Orderu Odrodzenia Polski (11 lutego 1974)[8]